# Ritratto di Madame Rivière
Il Ritratto di Madame Rivière, o Ritratto della signora Rivière (Madame Rivière), è un dipinto a olio su tela del 1805 circa del pittore neoclassico francese Jean-Auguste-Dominique Ingres. È conservato al museo del Louvre. 

## Storia
Madame Rivière, nata Marie-Françoise-Jacquette-Bibiane Blot de Beauregard, e nota come Sabine, si era sposata con Philibert Rivière de L'Isle, un alto funzionario influente della corte napoleonica, che commissionò quest'opera assieme al suo ritratto e quello di sua figlia, Caroline. Probabilmente Philibert Rivière era rimasto impressionato da un ritratto del pittore del 1804, Bonaparte, primo console; il suo ritratto ripete la posa dell'imperatore. Non si conosce alcun disegno preparatorio previo, una cosa insolita per Ingres, che non vide più i tre ritratti dei Rivière dopo il Salone del 1808; cercò di trovarli e ricongiungerli per una mostra nel 1855, però tutti gli effigiati erano morti (Caroline nel 1807, Philibert nel 1816 e Sabine nel 1848), e non poté determinare l'ubicazione delle tele. Alla fine risultò che si trovavano nella collezione di Paul Rivière a Parigi. Alfine furono lasciati alla nazione nel 1870, tre anni dopo la morte di Ingres.

## Descrizione
Il dipinto è composto da tonalità bianche, blu freddo, beige e ocra. La composizione ha un aspetto generale intenzionalmente piatto e senza ombre. Si è detto che il ritratto è dotato di "un ambiente di voluttuosità femminile, [e] di femminilità viziata". Seduta sul grande cuscino azzurro di un divano, Sabine, allora intorno alla trentina, indossa un vestito in stile impero di raso, con uno scollo ampio e quadrato, una vita alta e le maniche corte, un velo di velocrespo, e una grande mantellina di cascimirra color crema. I capelli neri sono raccolti e disposti in ricci.
Il quadro impressionò i critici quando fu esposto al Salone del 1808, che erano soprattutto perplessi per l'anatomia illogica e antinaturale. In particolare il braccio destro è deliberatamente allungato. Questa caratteristica si convertirà nel marchio distintivo dei ritratti femminili ingresiani, e in questo caso il braccio è allungato per far rima con la curva della cornice ovale.